# Boys Town Gang
Cet article possède un paronyme, voir Boys Town.
Boys Town Gang est un groupe musical américain du début des années 1980.
Leur plus gros succès est Can't Take My Eyes Off You (1982), une reprise disco d'un titre de Frankie Valli & The Four Seasons (datant de 1967). Cette version est réutilisée dans le film français Le Sens de la fête en 2017.
Le groupe a d'ailleurs réalisé plusieurs reprises disco, comme celles de Ain't No Mountain High Enough, Remember Me (en), Signed, Sealed, Delivered (I'm Yours) ou Come and Get Your Love.

## Discographie

### Albums
- 1981 : Cruisin' the Streets
- 1982 : Disc Charge
- 1984 : A Cast of Thousands

### Singles
- 1981 : Remember Me (en) / Ain't No Mountain High Enough
- 1982 : Can't Take My Eyes Off You
- 1982 : Signed, Sealed, Delivered (I'm Yours)
- 1982 : Come and Get Your Love